# Han jia
Pour plus de détails, voir Fiche technique et Distribution.
Han jia est un film chinois, sorti en 2010. Le film remporta le Léopard d'or lors du Festival international du film de Locarno 2010.

## Fiche technique
- Titre : Han jia
- Réalisation : Li Hongqi
- Scénario : Li Hongqi
- Pays d'origine : Chine
- Genre : drame
- Date de sortie : 2010

## Distribution
- Jinfeng Bai
- Lei Bao
- Hui Wang